# دهستان جراحی
دهستان جراحی نام دهستانی در بخش مرکزی شهرستان بندر ماهشهر، استان خوزستان در ایران است. براساس سرشماری مرکز آمار ایران در سال ۱۳۸۵، جمعیت آن ۵۱۳۵۸ نفر (۱۰۴۲۴ خانوار) بوده‌است.